# Bdale Garbee
Barksdale Garbee, nome completo di Bdale Garbee (Lynchburg, ...), è un informatico statunitense, noto per essere stato Debian Project Leader e per essere l'attuale presidente di Software in the Public Interest e il chief technical officer (CTO) di Hewlett-Packard Linux.
Il suo nome è in onore del nonno materno, Alfred D. Barksdale.